# MUFG RFC
MUFG R.F.C（みつびしユーエフジェイフィナンシャルグループラグビーフットボールクラブ）は、2025年現在関東社会人リーグ1部に所属する三菱UFJフィナンシャル・グループのラグビーユニオンチーム。

## 歴史
- 1955年 前身の三和銀行ラグビー部が創部。
- 1986年 前身の三菱銀行ラグビー部が創部。
- 1996年 三菱銀行と東京銀行との合併により東京三菱銀行ラグビー部が発足。
- 2002年 三和銀行と東海銀行との合併によりUFJ銀行ラグビー部が発足。
- 2006年 UFJ銀行ラグビー部と東京三菱銀行ラグビー部が統合し、三菱東京UFJ銀行ラグビー部として創部
- 2007年 チーム名を「MUFG R.F.C」に変更

## リーグ戦戦績
- 2006-2007 関東社会人リーグ2部Dグループ 7位（6敗1分）
- 2007-2008 関東社会人リーグ2部Dグループ 準優勝（5勝1敗1分）
- 2008-2009 関東社会人リーグ2部Cグループ 準優勝（6勝1敗）
- 2009-2010 関東社会人リーグ2部Cグループ 準優勝（6勝1敗）
- 2010-2011 関東社会人リーグ2部Bグループ 3位（5勝2敗）
- 2011-2012 関東社会人リーグ2部Dグループ 準優勝（5勝1敗）
- 2012-2013 関東社会人リーグ2部Bグループ 優勝（6勝）、関東社会人リーグ1部へ昇格
- 2013-2014 関東社会人リーグ1部 4位（4勝3敗）
- 2014-2015 関東社会人リーグ1部 5位（3勝4敗）
- 2015-2016 関東社会人リーグ1部 3位（5勝2敗）
- 2016-2017 関東社会人リーグ1部 4位（4勝3敗）
- 2017-2018 関東社会人リーグ1部 2位（5勝2敗）、順位決定戦：4位、関東社会人リーグ1部残留
- 2018-2019 関東社会人リーグ1部 4位（3勝4敗）
- 2019-2020 関東社会人リーグ1部 3位（5勝2敗）
- 2020-2021 リーグ戦中止
- 2021-2022 関東社会人リーグ1部 リーグ戦不参加
- 2022-2023 関東社会人リーグ1部 9位（8敗）、関東社会人リーグ入替戦：不戦敗、関東社会人リーグ2部降格
- 2023-2024 関東社会人リーグ2部A 2位（4勝1敗1分関東社会人リーグ1部昇格[2]
- 2024-2025 関東社会人リーグ1部 2位（5勝2敗）、トップイーストリーグ入替戦：敗戦、関東社会人リーグ1部残留

## 主な在籍選手
- 遠藤洋介（主将）